# Atlassib
Atlassib este o companie care se ocupă cu transportul internațional de călători, care face parte din holdingul Atlassib.
Compania a fost înființată pe 22 iulie 1993, de Ilie Carabulea și Corneliu Tănase. Atlassib este unul dintre cei  mai mari  transportatori de persoane pe distanțe lungi din România. Compania își desfășoară activitatea prin intermediul a 160 de oficii deschise în Europa și a unei flote de 1.150 de autobuze.
Cifra de afaceri:
- 2008: 96 milioane Euro
- 2007: 78 milioane euro[1]
- 2016: 35,7 mil. euro [2]

## Rute naționale
1. Reșița - Caransebeș - Lugoj;
2. Bistrița - Dej - Cluj - Oradea - Arad;
3. Tg. Mureș - Sighișoara - Mediaș - Sibiu;
4. Suceava - Iași - Roman - Bacău - Onești - Brașov - Fagăraș - Sibiu;
5. Vișeu de Sus - Sighetul Marmației - Baia Mare - Satu Mare - Oradea - Arad;
6. Câmpia Turzii - Turda - Cluj-Napoca;
7. Suceava - Câmpulung Moldovenesc - Vatra Dornei - Bistrița - Dej - Cluj-Napoca - Oradea - Arad;
8. Slatina - Craiova - Dr. Tr. Severin - Caransebeș - Lugoj;
9. Constanța - Slobozia - București;
10. Galați - Brăila - Buzău - Ploiești;
11. Pitești - Rm. Vâlcea - Sibiu;
12. Piatra Neamț - Bacău;
13. Târgoviște - Ploiești;
14. Focșani - Onești;
15. Bârlad - Onești;
16. Vaslui - Bacău;
17. Botoșani - Suceava;
18. Zalău - Oradea;
19. Constanța - Călărași - București;
20. Baia Mare - Satu Mare - Oradea - Arad;
21. Târgu Jiu - Petroșani - Hunedoara - Deva;

## Atlassib Holding
Atlassib Holding cuprinde:
- Grupul Financiar Carpatica
  - Banca Comercială Carpatica
  - Carpatica Asig - prezentă pe piața asigurărilor din 1996[3].
  - Carpatica Invest
  - Atlassib Leasing, companie de leasing cu afaceri de 29,7 milioane lei în anul 2005[4].